# CSK VVS Samara (hockey sur glace)
Pour les articles homonymes, voir CSK VVS Samara.
Le CSK VVS Samara est un club de hockey sur glace de Samara, en Russie. Il évolue dans la VHL, l'échelon sous la KHL.

## Historique
Le club est créé en 1950. En 2008, alors qu'il évolue en Vysshaya Liga, il signe une affiliation avec le Lada Togliatti pensionnaire de la Ligue continentale de hockey .

## Palmarès
- Aucun titre.